# Euphorbia concanensis
Euphorbia concanensis là một loài thực vật có hoa trong họ Đại kích. Loài này được Janarth. & S.R.Yadav mô tả khoa học đầu tiên năm 1995.